# Liste des monuments historiques nationaux de la province de Terre de Feu, Antarctique et Îles de l'Atlantique Sud
Cet article recense les monuments historiques de la province de Terre de Feu, Antarctique et Îles de l'Atlantique Sud, en Argentine.

## Liste
| Monument                                                             | Commune                       | Adresse | Coordonnées                        | Loi                       | Notice | Catégorie                 | Date | Illustration                                   |
| -------------------------------------------------------------------- | ----------------------------- | --- | ---------------------------------- | ------------------------- | ------ | ------------------------- | ---- | ---------------------------------------------- |
| Choza de los Suecos                                                  | Base antarctique Esperanza    | | 63° 24′ 00″ sud, 56° 59′ 00″ ouest | Loi no 26621              | 947    | Monument historique       |      | Image manquante Téléverser                     |
| Fox Bay (en)                                                         | Grande Malouine               | | 51° 56′ 50″ sud, 60° 04′ 26″ ouest | Décret no 1734            | 948    | Lieu historique           |      | Image manquante Téléverser                     |
| Port Howard                                                          | Grande Malouine               | | 51° 36′ 43″ sud, 59° 31′ 17″ ouest | Décret no 1734            | 949    | Lieu historique           |      | Image manquante Téléverser                     |
| Emplacement du phare de San Juan de Salvamento                       | Île des États                 | | 54° 43′ 56″ sud, 63° 51′ 25″ ouest | Décret no 64/99           | 950    | Lieu historique           | 1999 | Emplacement du phare de San Juan de Salvamento |
| Port de San Juan de Salvamento                                       | Île des États                 | | 54° 44′ 30″ sud, 63° 52′ 03″ ouest | Décret no 64              | 951    | Lieu historique           |      | Port de San Juan de Salvamento                 |
| Baie Aguirre                                                         | Grande île de la Terre de Feu | | 54° 54′ 40″ sud, 65° 59′ 33″ ouest | Décret no 3806            | 952    | Lieu historique           |      | Image manquante Téléverser                     |
| Baie Buen Suceso                                                     | Grande île de la Terre de Feu | | 54° 47′ 59″ sud, 65° 15′ 48″ ouest | Décret no 3806            | 953    | Lieu historique           |      | Image manquante Téléverser                     |
| Maison Ramos                                                         | Grande île de la Terre de Feu | Av. Maipú 363 | 54° 48′ 25″ sud, 68° 18′ 10″ ouest | Décret no 64 Loi no 25103 | 955    | Monument historique       |      | Maison Ramos                                   |
| Estancia Harberton                                                   | Grande île de la Terre de Feu | Sección R, parcela 8 | 54° 52′ 23″ sud, 67° 25′ 22″ ouest | Décret no 64              | 956    | Monument historique       |      | Estancia Harberton                             |
| Établissement El Páramo                                              | Grande île de la Terre de Feu | Península del Páramo | 53° 04′ 10″ sud, 68° 14′ 34″ ouest | Décret no 64              | 957    | Lieu historique           |      | Image manquante Téléverser                     |
| Casa Moneta                                                          | Île Laurie                    | | 60° 44′ 25″ sud, 44° 44′ 33″ ouest | Loi no 26294              | 958    | Lieu historique           |      | Casa Moneta                                    |
| Phare Año Nuevo                                                      | Île Observatorio              | | 54° 39′ 16″ sud, 64° 08′ 27″ ouest | Décret no 64/99           | 959    | Monument historique       | 1999 | Image manquante Téléverser                     |
| Cabane de la baie Hope                                               | Île Paulet, Antarctique       | | 63° 34′ 00″ sud, 55° 45′ 00″ ouest | Loi no 26621              | 960    | Bien d'intérêt historique |      | Image manquante Téléverser                     |
| Cairn située au sommet de l'Île Paulet                               | Île Paulet, Antarctique       | | 63° 34′ 00″ sud, 55° 45′ 00″ ouest | Loi no 26621              | 960    | Bien d'intérêt historique |      | Cairn située au sommet de l'Île Paulet         |
| Grytviken                                                            | Île San Pedro                 | | 54° 16′ 53″ sud, 36° 30′ 29″ ouest | Décret no 1734            | 961    | Lieu historique           |      | Grytviken                                      |
| Refuge de l'île Snow Hill                                            | Île Snow Hill                 | | 64° 21′ 31″ sud, 57° 01′ 25″ ouest | Décret no 6058            | 962    | Monument historique       |      | Image manquante Téléverser                     |
| Cimetière de Port Darwin                                             | Isla Soledad                  | À 88 km de Puerto Argentino | 51° 47′ 49″ sud, 58° 56′ 26″ ouest | Décret no 2131            | 963    | Lieu historique           |      | Cimetière de Port Darwin                       |
| Puerto Argentino                                                     | Isla Soledad                  | | 51° 41′ 30″ sud, 57° 51′ 53″ ouest | Décret no 1734            | 964    | Lieu historique           |      | Image manquante Téléverser                     |
| Port Darwin et Goose Green                                           | Isla Soledad                  | | 51° 49′ 38″ sud, 58° 58′ 23″ ouest | Décret no 1734            | 965    | Lieu historique           |      | Port Darwin et Goose Green                     |
| Puerto de Nuestra Señora de La Soledad                               | Isla Soledad                  | | 51° 31′ 46″ sud, 58° 07′ 43″ ouest | Décret no 682             | 966    | Lieu historique           |      | Puerto de Nuestra Señora de La Soledad         |
| Port San Carlos                                                      | Isla Soledad                  | | 51° 30′ 11″ sud, 58° 59′ 19″ ouest | Décret no 1734            | 967    | Lieu historique           |      | Port San Carlos                                |
| Caleta Falsa                                                         | Monte Bilbao                  | Au pied du mont Bilbao | 54° 37′ 01″ sud, 65° 24′ 00″ ouest | Décret no 64              | 968    | Lieu historique           |      | Image manquante Téléverser                     |
| Isla Borbón                                                          | Au nord de Grande Malouine    | | 51° 17′ 20″ sud, 59° 38′ 14″ ouest | Décret no 1734            | 969    | Lieu historique           |      | Image manquante Téléverser                     |
| Zone où fut coulé le croiseur ARA General Belgrano et ses 323 marins | Océan Atlantique sud          | | 55° 24′ 00″ sud, 61° 32′ 00″ ouest | Loi no 25546              | 970    | Lieu historique           |      | Image manquante Téléverser                     |
| Chapelle Notre-Dame de la Candelaria                                 | Río Grande                    | | 53° 43′ 29″ sud, 67° 47′ 54″ ouest | Décret no 2087            | 971    | Monument historique       |      | Image manquante Téléverser                     |
| Cimetière de la mission salésienne                                   | Río Grande                    | Sección P, Macizo 68, Parc 3a | 53° 43′ 31″ sud, 67° 47′ 52″ ouest | Décret no 64              | 972    | Monument historique       |      | Cimetière de la mission salésienne             |
| Estancia María Behety                                                | Río Grande                    | Ubicada a 17 km. de Río Grande | 53° 47′ 13″ sud, 67° 56′ 11″ ouest | Décret no 437             | 973    | Bien d'intérêt historique |      | Image manquante Téléverser                     |
| Frigorífico CAP                                                      | Río Grande                    | Sección K, Macizo 58, Parcela 1; Macizo 59, Parcelas 1/5/7/10/14/17/18/21/22/23; Macizo 60, Parcelas 1/2/3; Macizo 62, Parcelas 2/3; Macizo 144, Parcela 1 | 53° 48′ 07″ sud, 67° 40′ 26″ ouest | Décret no 64              | 974    | Monument historique       |      | Frigorífico CAP                                |
| Douglas DC-3 5-T-22 « Cabo de Hornos » (es)                          | Ushuaïa                       | Aéroclub d'Ushuaïa | 54° 48′ 57″ sud, 68° 18′ 26″ ouest | Décret no 1593            | 975    | Bien d'intérêt historique |      | Douglas DC-3 5-T-22 « Cabo de Hornos » (es)    |
| Prison d'Ushuaïa                                                     | Ushuaïa                       | Yaganes 300 (Base Naval Ushuaia) | 54° 48′ 11″ sud, 68° 17′ 50″ ouest | Loi no 24818              | 976    | Monument historique       | 1997 | Prison d'Ushuaïa                               |
| Mission anglicane d'Ushuaïa                                          | Ushuaïa                       | Secc 1, Macizo 60, Parc 1a | 54° 49′ 00″ sud, 68° 18′ 45″ ouest | Décret no 64              | 977    | Lieu historique           |      | Mission anglicane d'Ushuaïa                    |
| Maison du gouverneur de Terre de Feu (es)                            | Ushuaïa                       | Av. Maipú 450 | 54° 48′ 25″ sud, 68° 18′ 14″ ouest | Décret no 2706            | 978    | Monument historique       |      | Maison du gouverneur de Terre de Feu (es)      |
| Église paroissiale d'Ushuaïa (es)                                    | Ushuaïa                       | Av. Maipú 939 | 54° 48′ 31″ sud, 68° 18′ 37″ ouest | Décret no 64              | 979    | Monument historique       |      | Église paroissiale d'Ushuaïa (es)              |
| Sculpture murale « Héros des Malouines »                             | Ushuaïa                       | | 54° 48′ 37″ sud, 68° 18′ 56″ ouest | Loi no 25384              | 980    | Monument historique       |      | Sculpture murale « Héros des Malouines »       |
| Lieu où a été élevé pour la première fois le drapeau de l'Argentine. | Ushuaïa                       | | 54° 48′ 36″ sud, 68° 18′ 56″ ouest | Décret no 17265           | 981    | Lieu historique           |      | Image manquante Téléverser                     |
| Tombe d'un explorateur                                               | Île Paulet, Antarctique       | Latitude 63° 34′ S, Longitude 55° 45′ W | 63° 34′ 00″ sud, 55° 45′ 00″ ouest | Loi no 26621              | 982    | Tombe                     |      | Image manquante Téléverser                     |